# Porsgölen (Augerums socken, Blekinge)
Porsgölen är en sjö i Karlskrona kommun i Blekinge och ingår i Lyckebyåns huvudavrinningsområde.